# Terremoto de Granada de 1884
El terremoto de Granada o de Arenas del Rey fue un sismo registrado en la provincia española de Granada el 25 de diciembre de 1884, con epicentro en Arenas del Rey, en la comarca de Alhama de Granada. El temblor tuvo una magnitud de entre 6,2 y 6,5 en la escala de Richter, y duró aproximadamente 10 segundos con un hipocentro a entre 10 y 20 kilómetros, causando entre 1050 y 1200 víctimas, y alrededor del doble de heridos.

## Dimensiones y zonas afectadas

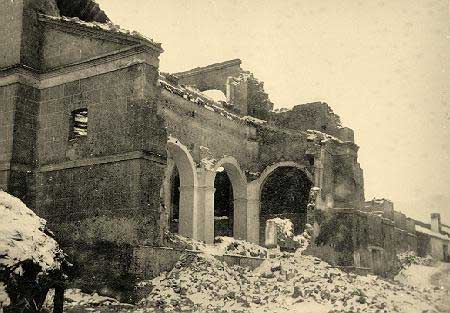
Ruinas de la iglesia de Zafarraya tras el terremoto

El terremoto alcanzó una expansión de 120 x 70 km², afectando a unos cien núcleos urbanos entre las provincias de Granada, Málaga y Almería. Ocurrió a las 21:08 TU, se calcula que la sacudida duró 20 segundos. Las áreas más afectadas, con importantes derrumbes de edificios, fallecimientos y heridos son el suroeste de la provincia de Granada y este de la provincia de Málaga.
En toda esta zona produjo unas 800 víctimas mortales y en torno a 1500 heridos. Destruyó unas 4400 casas y originó daños en otras 13 000.
Arenas del Rey fue la población más afectada; se derrumbó el 90 % de las casas y el resto sufrió daños muy graves. Se contabilizaron 135 muertos y 253 heridos. El pueblo fue totalmente reconstruido a cierta distancia del anterior, en la ubicación que actualmente ocupa.
Alhama de Granada fue la población con mayor número de víctimas, 463 muertos y 473 heridos. Más del 70 % de las casas se derrumbó. Se construyó un barrio nuevo en las inmediaciones de la Hoya del Egido.
Al desprendimiento de rocas causado por el temblor hay que sumar los deslizamientos de los estratos superiores del terreno, hecho que agravó las secuelas del terremoto. Estos deslizamientos fueron acompañados de la formación de numerosas grietas. A la sacudida más importante la siguieron varias sacudidas más en los días posteriores, alguna de cierta intensidad. Esto hizo que la gente se echara a la calle, y que quienes permanecían en el interior de sus casas lo hiciesen con las puertas abiertas, a pesar del intenso frío.

## Reacción pública y reconstrucción

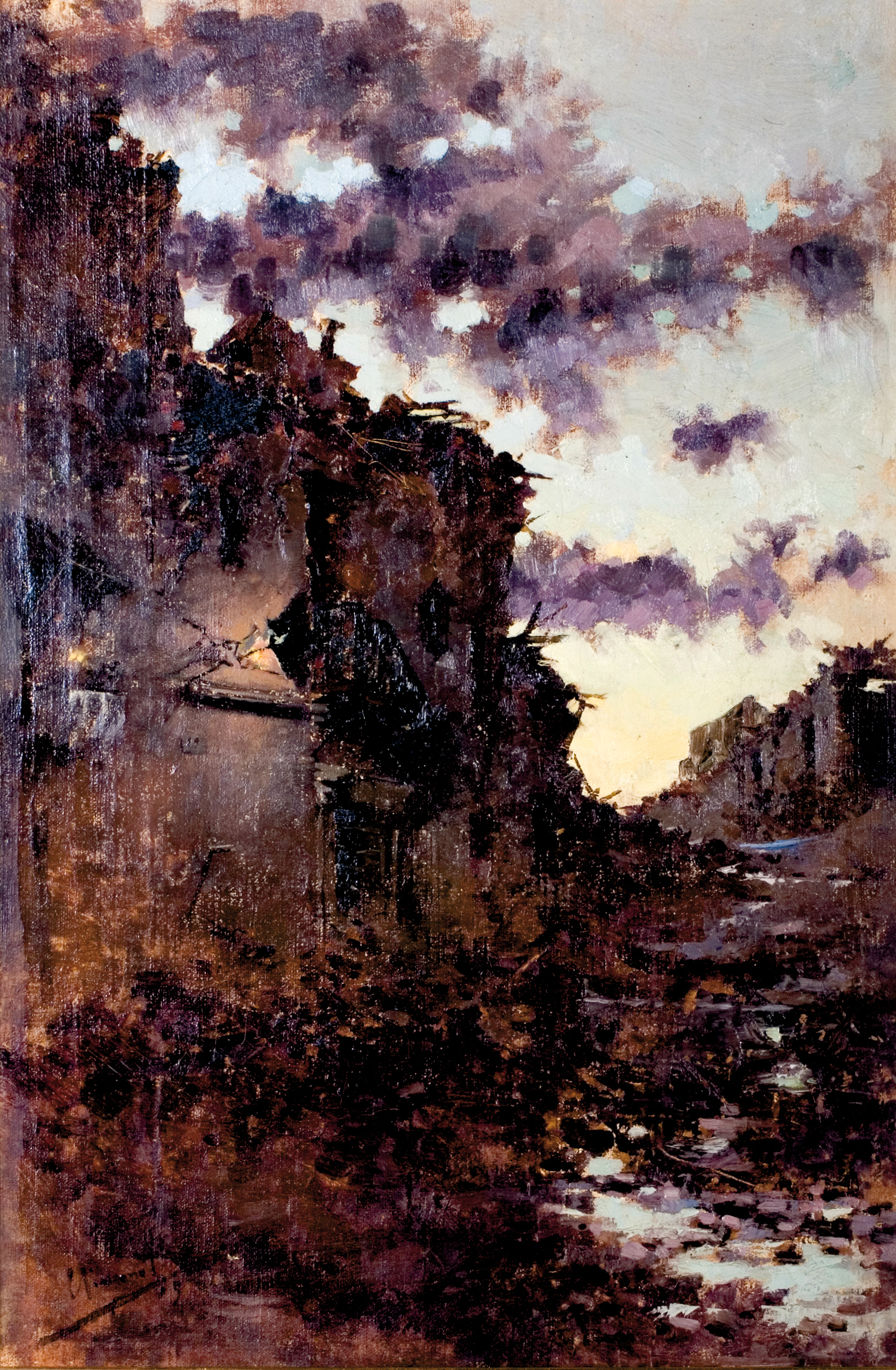
Terremoto en Málaga de Enrique Simonet.

Dadas las comunicaciones existentes en aquella época, la ubicación de los pueblos y que el terremoto se produjo en pleno día de Navidad, hasta el día 27 de ese mes no se conoció con exactitud el daño sufrido. Ese mismo día, la Diputación Provincial envió una comisión informativa que recogió lo ocurrido. El día 29 de diciembre, el periódico El Defensor de Granada pidió auxilio en prensa nacional, pero como todavía no se había extendido la noticia, la alarma fue interpretada en Madrid como una "exageración", por lo que la ayuda siguió retrasándose. Durante los tres o cuatro días siguientes al terremoto cada familia tuvo que subsistir con sus escasos medios, por lo que murieron más personas de las afectadas por el terremoto en sí. Además, a los pocos días del terremoto sobrevino en la zona una de las mayores nevadas que se recuerdan en España, empeorando la situación.
Las primeras ayudas que se recibieron fueron cargamentos de víveres y de mantas. El consejo de ministros presidido por el Rey, acordó abrir una suscripción nacional invitando a todos los empleados del Estado a ceder una parte de sus sueldos el primer día del siguiente mes de febrero, y a que se hiciesen espectáculos y fiestas a beneficio de las comarcas dañadas. Entre las que más destacan está la celebrada el 28 de enero de 1885, un concierto benéfico organizado por los duques de Fernán Núñez, con representación de artistas del Teatro Real. Al acto asistieron los reyes Alfonso XII y María Cristina y las infantas Isabel y Eulalia, quienes contribuyeron a que la recaudación caritativa de la fiesta fuera mayor.
Una vez subsanada la falta de alimentos, la necesidad más cercana fue la de la vivienda de sus habitantes. En primer lugar se recurrió a tiendas de campaña, dispuestas de inmediato por el Gobierno a fin de que pudieran guarecerse provisionalmente aquellos que se habían quedado sin hogar por efecto de los terremotos.
La Congregación de Madres de Desamparados y San José de la Montaña, fundada por la entonces Madre Petra de San José, acogió a todas las huérfanas de la catástrofe en el antiguo convento de los Capuchinos, que por aquel entonces albergaba el noviciado de la Congregación.
En 1885, el poeta barcelonés Jacinto Verdaguer publicó a sus expensas un libro de poemas, Caritat, para recaudar fondos para las víctimas.
En total, se reedificó casi un millar de viviendas y se repararon unas 14 000. Se invirtieron 10 millones de pesetas de la época aportadas por poblaciones de todo el mundo. En 1885 se creó la llamada Comisaría Regia, encargada de distribuir estos fondos entre los afectados, que estuvo en funcionamiento durante 32 meses. Cónchar, uno de los municipios más afectados, recibió 31 870,62 pesetas de la Comisaría Regia, y Dúrcal 13 062,75 pesetas de la Comisaría Regia y otras corporaciones.